# Basketball under sommer-OL 2024
Basketball ved sommer-OL 2024 i Paris, Frankrig blev afholdt fra 27. juli til 11. august 2024. Indledende 5-mod-5 basketballkampe vil finde sted på Pierre Mauroy Stadium i Lille, med den sidste fase iscenesat i Accor Arena i Paris. For at bevare sin position i programmet, vil 3×3 konkurrencerne blive spillet på Place de la Concorde.

## Medaljesammendrag

### Medaljetabel
*   Værtsnation ( Frankrig)
| Rank           | NOC            | Guld | Sølv | Bronze | Total |
| -------------- | -------------- | ---- | ---- | ------ | ----- |
| 1              | USA            | 2    | 0    | 1      | 3     |
| 2              | Holland        | 1    | 0    | 0      | 1     |
| 2              | Tyskland       | 1    | 0    | 0      | 1     |
| 4              | Frankrig*      | 0    | 3    | 0      | 3     |
| 5              | Spanien        | 0    | 1    | 0      | 1     |
| 6              | Australien     | 0    | 0    | 1      | 1     |
| 6              | Serbien        | 0    | 0    | 1      | 1     |
| 6              | Litauen        | 0    | 0    | 1      | 1     |
| Total (8 NOCs) | Total (8 NOCs) | 4    | 4    | 4      | 12    |

### Medaljevindere
| Herrer     | USA · Bam Adebayo · Devin Booker · Stephen Curry · Anthony Davis · Kevin Durant · Anthony Edwards · Joel Embiid · Tyrese Haliburton · Jrue Holiday · LeBron James · Jayson Tatum · Derrick White      | Frankrig · Andrew Albicy · Nicolas Batum · Isaïa Cordinier · Bilal Coulibaly · Nando de Colo · Evan Fournier · Rudy Gobert · Mathias Lessort · Frank Ntilikina · Matthew Strazel · Victor Wembanyama · Guerschon Yabusele | Serbien · Aleksa Avramović · Bogdan Bogdanović · Dejan Davidovac · Ognjen Dobrić · Marko Gudurić · Nikola Jokić · Nikola Jović · Vanja Marinković · Vasilije Micić · Nikola Milutinov · Filip Petrušev · Uroš Plavšić |  |  |  |
| Damer      | USA · Napheesa Collier · Kahleah Copper · Chelsea Gray · Brittney Griner · Sabrina Ionescu · Jewell Loyd · Kelsey Plum · Breanna Stewart · Diana Taurasi · Alyssa Thomas · A'ja Wilson · Jackie Young | Frankrig · Valériane Ayayi · Marième Badiane · Romane Bernies · Alexia Chery · Marine Fauthoux · Marine Johannès · Leïla Lacan · Dominique Malonga · Sarah Michel · Iliana Rupert · Janelle Salaün · Gabby Williams       | Australien · Amy Atwell · Isobel Borlase · Cayla George · Lauren Jackson · Tess Madgen · Ezi Magbegor · Jade Melbourne · Alanna Smith · Stephanie Talbot · Marianna Tolo · Kristy Wallace · Sami Whitcomb             |  |  |  |
|            | | | |  |  |  |
| Herrer 3x3 | Holland · Jan Driessen · Dimeo van der Horst · Arvin Slagter · Worthy de Jong | Frankrig · Lucas Dussoulier · Timothé Vergiat · Jules Rambaut · Franck Seguela | Litauen · Šarūnas Vingelis · Gintautas Matulis · Aurelijus Pukelis · Evaldas Džiaugys |  |  |  |
| Damer 3x3  | Tyskland · Marie Reichert · Elisa Mevius · Sonja Greinacher · Svenja Brunckhorst | Spanien · Vega Gimeno · Sandra Ygueravide · Juana Camilión · Gracia Alonso de Armiño | USA · Dearica Hamby · Cierra Burdick · Hailey Van Lith · Rhyne Howard |  |  |  |